# بشت قلعة (حومة بم)
بشت قلعة (بالفارسية: پشت قلعه) هي قرية تقع في إيران في منطقة مركزية ريفية. يقدر عدد سكانها بـ 362 نسمة بحسب إحصاء 2016.